# New スーパーマリオブラザーズ U
『New スーパーマリオブラザーズ U』（ニュー スーパーマリオブラザーズ ユー、英: New Super Mario Bros. U）は、任天堂から2012年12月8日に発売されたWii U用横スクロールアクションゲーム。マリオシリーズ初のHD対応ソフトで、シリーズ4作目。アメリカでは同年11月18日、ヨーロッパでは同年11月30日に発売。
DLCであった『New スーパールイージ U』などの追加要素を加えた『New スーパーマリオブラザーズ U デラックス』がNintendo Switch用ソフトとして2019年1月11日に発売された。

## 概要
スーパーマリオシリーズの中でも横スクロール・サイドビューのジャンプアクションゲームである『スーパーマリオブラザーズ』の流れを汲む「2Dマリオ」・「王道マリオ」と呼ばれる作品の1つ。Wii U本体と同時発売のローンチタイトルである。2011年6月8日に初めて発表された時のタイトルは『New スーパーマリオブラザーズ Mii』だったが、Wii Uの最初のソフトになることから、「New スーパーマリオブラザーズ U」にタイトルを改めて発売した。イメージカラーはターコイズブルー。
同じ系列の作品で2009年にWii用として発売された『New スーパーマリオブラザーズ Wii』はWiiリモコン（プラス）を4本使用して、4人までの同時プレイが可能だったが、本作では4人までのキャラクター操作にWii U GamePadによる「バディプレイ」を併用することで、シリーズ最多となる5人同時プレイが可能となる。Wii U GamePadのみでの1人プレイ（TVなし）も可能。Wii U PROコントローラーは当初非対応だったが、2013年6月19日のソフトウェア更新により対応した。『Wii』と同様にオンラインマルチプレイには非対応となっている。
他の多くのWii U用ソフト同様に、小売店でのパッケージ版（Wii U専用12cm光ディスク）のほかに、インターネットを利用したニンテンドーeショップからのダウンロード販売も行われている。

## システム

### バディプレイ
協力プレイにおいて、Wii U GamePadを操作するプレイヤーには、ほかのプレイヤーをサポートする特殊な役割が与えられる。これはキャラクターを操作するのではなく、GamePadのタッチパネル画面をタッチすることで、そこにブロックを設置することができる、というものである。これを足場として利用することで、通常では行けないところに行ったり、落下しそうなプレイヤーを助けることが可能。ただし、このブロックはすぐに消えてしまうので、上手くプレイヤー同士が息を合わせる必要がある。敵キャラクターにタッチすると、一時的に動きを止めることも可能。
協力プレイ時のWii U GamePadはバディプレイ専用となるため、Wiiリモコンの代わりにすることはできない。GamePadでもマリオ一人でならキャラクター操作はできるが、逆にWiiリモコンやWii U PROコントローラーでバディプレイをする事やGamePadでマリオ以外のキャラを操作する事はできない。バディプレイでないキャラクター操作による協力プレイを行う場合は、WiiリモコンかWii U PROコントローラーをキャラクター操作の参加人数分を用意する必要がある。
なお、開発プログラマーがWiiリモコンとWii U GamePad（右手の中指でタッチ）を同時に使用して、ひとりでバディプレイを行う「ノーバディプレイ」を実現している。

### ゲームモード
今作では、物語本編にあたる「ストーリーモード」のほかに、「with Miiモード」と総称される3つのゲームモードが用意されている。
おだいモード
タイムアタックや連続1UP、コイン、その他、バディプレイといったカテゴリに分かれたお題をクリアしていくモード。
ブーストモード
全コースが自動でスクロールし、ミスをせずにコインを取っていくことでスクロールのスピードが上昇していき、クリアするタイムを競うモード。
コインバトル
『New スーパーマリオブラザーズ Wii』にあったモード。今作では個人戦とチーム戦を選ぶことができる。
コインエディット
コインをバトル専用コースに自分の思うように配置して楽しむことができるモード。

### ワールドとコース
今作のマップは、全てのワールドが1つのマップで繋がっていることが特徴である。前3作のように任意に到達したワールドを選択することができないが、2つ目のワールドの最初のステージをクリアすることで各ワールドのスタート地点に、到達したワールドをワープできる「ワープ土管」が出現するようになる。
今作ではワールドの分岐がある。ワールド2をクリアした場合、ワールド3かワールド4のどちらかを選択して進むことが出来る。両ワールドともにクリアした場合はワールド5に進んでいく。
前3作では隠しゴールをクリアすると大砲コースに接続する場合が多かったが、今作では大砲コースが存在しない。その代わり初期状態のマップには存在せず、隠しコースをクリアした場合のみ出現する隠しコースに接続するようになる。それをクリアすることで遠くのワールドへの近道が開通する。例えばワールド1の隠しコースをクリアした場合は、ワールド5までの近道が開通する。

### セーブ
ストーリーモードでは、砦や城などのボスステージをクリアすることでセーブできる。ゲームを終了するときは、一時的にセーブをしてゲームを中断する中断セーブができるが、ゲームを再開すると中断セーブした内容は削除される。なお、エンディングを見た後はいつでもセーブできるようになる

### おてほんプレイ
1人プレイのときに、同じコースを5回ミスをすると、ルイージによるコースクリアのお手本を見ることができる。プレイを見た後は、そのまま次のコースに進むか、自分でプレイし直すか選択できる。

## ストーリー
ある日、マリオとルイージがピーチ姫達とピーチ城でお茶会をしていると、クッパ達の飛行船が出現し、そこから巨大なクッパの手が出現した。いつものようにピーチ姫をさらうのかと思われたが、今回は、逆にクッパ達は隙を突いてマリオとルイージ、きいろキノピオとあおキノピオ（『デラックス』ではキノピコ）に攻撃し、気を失っている隙にマリオ達4人をピーチ城から遠く離れた場所ヘ投げ飛ばしてしまい、ピーチ城を乗っ取ってしまう。マリオ達はピーチ姫を助けるため、ピーチ城へ戻ろうとする。

## キャラクター

### プレイヤーキャラクター
『New スーパーマリオブラザーズ U』では、ストーリーモードでの1人プレイはマリオのみ（おてほんプレイの途中で操作に切り替えた場合はルイージも操作可能）で、マルチプレイは1Pが自動的にマリオになり、2〜4Pはマリオ以外のキャラクターを選択してプレイする。ストーリーモード以外のモードでは、1Pでもマリオ以外のキャラクターを選択してプレイでき、Miiをプレイヤーキャラクターとして選択することが出来る。
『New スーパールイージ U』ではマリオが登場しないため、ストーリーモードでの1人プレイはルイージのみ（隠し操作でトッテンに交代可能）となっている。
『New スーパーマリオブラザーズ U デラックス』では、ストーリーモードでも1人プレイで自由にキャラクターを選択可能（Miiを除く）になっている。なお、こちらも『New スーパールイージ U』モードではマリオを選択できない。
マリオ
本作の主人公。『New スーパールイージ U』では操作できない。
ルイージ
マリオの双子の弟で、『New スーパールイージ U』の主人公。能力はマリオと同等だが、『New スーパールイージ U』ではマリオよりジャンプ力はあるが滑りやすい。
きいろキノピオ・あおキノピオ
『New スーパーマリオブラザーズ Wii』に続いて、黄色と青のキノピオがプレイヤーキャラクターとして登場。能力はマリオや『New スーパールイージ U』のルイージと変わらない。
『デラックス』では黄色のキノピオがデフォルトとなり、青のキノピオは隠し操作（L/ZLボタン）で選択できるカラーチェンジ扱いとなっている。
赤のキノピオは、キノピオの家でアイテムを提供してサポートをしてくれる。なお、キノピオの家では赤キノピオを踏むことが可能。
Mii
「with Miiモード」（ストーリーモード以外）で使用可能。能力はマリオ等に準じている。
トッテン
新キャラクター。『New スーパーマリオブラザーズ U』では敵キャラクターとしての登場のみだが、『New スーパールイージ U』および『デラックス』ではプレイヤーキャラクターとしても選択可能となっており、敵に当たってもダメージを受けないがアイテムでパワーアップしたり、ヨッシーに乗ることができない。
敵キャラクターとしてのトッテンは後述。
キノピコ
『デラックス』より登場。能力はマリオや『New スーパールイージ U』のルイージと同等でアイテムでのパワーアップも可能でさらに専用アイテム「スーパークラウン」でピーチ姫にそっくりな「キノピーチ」に変身することが出来る。
キノピーチはスカートを膨らませることでムササビマリオ同様滑空および2段ジャンプが可能なほか、落下しても自動的に復活できる機能を持つ。

### ノンプレイヤーキャラクター
この項目ではプレイヤーが操作するキャラクターではない重要キャラクターについて記述する。
ピーチ姫
たびたびクッパにさらわれるキノコ王国のお姫様。今回はさらわれるのではなく、ピーチ城を乗っ取られたために、やはりマリオ達に助けを求める。
クッパ
クッパ軍団のボス。ピーチ姫をさらう大魔王。今回は、ピーチ姫をさらっていくのではなく、手下と共にピーチ城を乗っ取る。
クッパ7人衆
『New スーパーマリオブラザーズ 2』に引き続き登場。今回の戦う順番はレミー、モートン、ラリー、ウェンディ、イギー、ロイ、ルドウィッグ（なお、ラリーとウェンディは順番が分岐する可能性がある）。
7人の総称は、Wii U版『New スーパーマリオブラザーズU』および『New スーパールイージU』では「クッパの手下」表記だったが、Switch版『New スーパーマリオブラザーズU デラックス』では現行の「クッパ7人衆」に改められている。
クッパJr.
クッパの息子。『New スーパーマリオブラザーズ Wii』以来の7人衆との共演。「ソーダジャングル」と「マシュマロうんかい」にある飛行船のボスで、クッパJr.クラウンに乗って登場する。今作では潜水艇仕様のものも登場する他、「ピーチ城」の上層では巨大化したクッパと共に現れて父を援護する。

### サポートキャラクター
ヨッシー
『New スーパーマリオブラザーズ Wii』に続いて登場。Wii版と同じく、特定のコースで協力してくれるのみで、ゴールすると別れてしまう。
ちびヨッシー
New スーパーマリオブラザーズシリーズとしては、初登場。色によって能力の違う3種類が登場。
大きな敵以外は大抵は食べてしまえるが、『スーパーマリオワールド』とは違い、いくら敵を食べても大人になることはない。また、大人のヨッシーが苦手とするオバケも平気なようで、オバケ屋敷でも平然としており、テレサだろうと構わず食べてしまう。
持っていると水中の移動がしやすくなり、また水中スピンで速く移動することもできる。
下記のうち、アワちびヨッシーとフウセンちびヨッシーはワールドマップで出会い、連れ歩くことができる。ただし、砦や城、飛行船には連れていけない。ヒカリちびヨッシーだけは特定のコースでしか出会えず、ゴールすると別れてしまう。
フウセンちびヨッシー
風船のように膨らみ、上昇することができるピンクのちびヨッシー。一度に何回も上昇することができるが、上昇できる高さは回数を重ねるごと にだんだんと低くなっていき、やがてしぼんで落下する。
アワちびヨッシー
泡を吐く、青いちびヨッシー。泡に当たった敵は、コインや1UPキノコなどのアイテムに変わる。また、吐いた泡を踏んでジャンプすることも可能。
ヒカリちびヨッシー
光ってライトの役割をする、黄色いちびヨッシー。暗闇を照らすだけでなく、一瞬だけ強く光って敵を驚かせることもできる。ヒカリちびヨッシーをゴールポールまで連れていくと、1UPできる。

### 敵キャラクター
トッテン
敵キャラクターとしては、キノピオの家からアイテムを盗んでクリアしたコースに隠れ、捕まえるとアイテムを獲得できる。敵トッテンの隠れたコースでは、1人プレイでトッテンに交代しようとしてもできず、ルイージでトッテンを追うことに。『デラックス』では、トッテンをプレイヤーにしている間のみ、敵トッテンが隠れているという表示が消え通常のコースになる。クリア後出現するひみつのしまにアジトがあり、そこにマリオの記録を研究していることと一人称が「オイラ」であることが判明する。
ブンブン
『スーパーマリオ 3Dランド』以来の登場。「ロックさんみゃく」の1つ目までの、全ての砦のボスとしてマリオ達と戦う。ワールドが進む度に攻撃方法が変化する。なお、甲羅に小さなトゲがある点は3Dランドと異なっている。
K.K
『スーパーマリオワールド』以来から約22年振りに復活。「ロックさんみゃく」の2つ目の砦にのみ登場する。また、カメックの魔法により巨大化したものが、ボスとして戦う。
カメック
『New スーパーマリオブラザーズ Wii』に続いて登場。今回は単身で出現して、砦のステージで魔法を使ってブンブンとK.Kを援護する。「マシュマロうんかい」では砦のボスとしてマリオ達と戦う。クッパ戦ではクッパJr.に連れられ、クッパまでも魔法で巨大化させる。

## New スーパールイージ U
『New スーパールイージ U』は『NewマリオU』の有料追加コンテンツ。第一報は2013年2月14日の「Nintendo 3DS Direct Luigi special 2013.2.14」の中で発表された。
本モードではルイージが主人公となり、マリオは登場しない（このためタイトルロゴは、New SUPER LUIGI BROS. U の "BROS." 部分が緑の×印で消されたものとなっている。ただし、OPにはマリオ本人こそ登場しないが彼の帽子が登場している）。『NewマリオU』とワールドマップは共通だが、登場する82コースは全て一新されている。1ステージあたりの制限時間は全ステージ100カウントと短く、短時間で遊べる仕様になっている。
マルチプレイでは、ルイージ、きいろキノピオ、あおキノピオに加えて、『NewマリオU』では敵キャラクターだったトッテンが使用可能。トッテンはアイテムを取得することができない（得点のみ手に入る）代わりに敵にぶつかってもダメージを受けない、初心者向けのキャラクターである。また1人用モードでも、WiiリモコンのBボタン（Wii U GamePadではZLボタン）を押しながらコースを選択をすることでトッテンを使用してプレイできる。ルイージは、ジャンプ力が高いがブレーキが利き難くて滑りやすいという独特のアクションが特徴であるが、きいろキノピオとあおキノピオ、およびトッテンもルイージと同じ能力で操作をする。
ルイージ生誕30周年を記念して、『NewマリオU』を所持していないユーザーや、家庭にネット環境のないユーザーのために、本モードのみを収録したパッケージ版（Wii U専用ディスクソフト）も発売された（2013年内限定出荷）。タイトル画面とデモ画面の違いを除けばダウンロード追加コンテンツ版と同じであるが、セーブデータがパッケージ版と追加コンテンツ版とは異なっている。

## New スーパーマリオブラザーズ U デラックス
『New スーパーマリオブラザーズ U デラックス』（ニュー スーパーマリオブラザーズ ユー デラックス、英: New Super Mario Bros. U Deluxe）は2019年1月11日に発売されたNintendo Switch用ソフト。
キャッチコピーは「いつでも、どこでも、誰とでも、マリオ。」。
『New スーパーマリオブラザーズ U』および『New スーパールイージ U』を収録した上、新たに「キノピコ」と「トッテン」がプレイキャラとして使えるようになった（あおキノピオはきいろキノピオのバリエーションとして登場する）。ただし、Wii U Game Padが使えず画面が1つしかないため、バディプレイは廃止された。